# Видубицки манастир
Видубицкият манастир (на украински: Видубицький монастир; също Киево-Видубицки манастир) е средновековен манастир в Киев. Основан между 1070 и 1077 г. от Всеволод Ярославич, син на Ярослав Мъдри. Това е семейният манастир на сина на Всеволод, Владимир Мономах, и неговите потомци.
Намира се на територията на Ботаническата градина. Манастирът е действащ, принадлежи на Православната църква на Украйна. Понастоящем на територията му има керамична работилница, работилница за тъкане от лози, както и малък център за рехабилитация на наркомани. Има неделно училище за деца и възрастни.

## История на манастира
Смята се, че манастирът и околностите му (Видубичи) водят името си от древна легенда за Владимир Кръстител и победения езически бог Перун. В нея се разказва как княз Владимир Святославич, в деня, когато решава да покръсти русите, заповядва да се хвърлят всички дървени идоли на Перун и другите богове в Днепър. Миряните, отдадени на старата вяра, започват да тичат край реката и да призовават боговете да се появят и да изплуват, викайки „Перуне, изплувай!“ (Перуне, выдубай!). Мястото, където идолите най-после изплуват на брега, е останало с името Видубичи. Предизвиква съмнение обаче как тежкият идол на Перун с железен шлем на главата и златен мустак (както се казва в хрониката) може да плува от устието на Почайна през бурните днепровски бързеи за около 8 км и да изплува на брега.
Друга версия за произхода на името е от брода. Със сигурност е известно, че още преди Кръщението на Рус в района на манастира е имало брод през Днепър. Миряните били транспортирани на „дъбове“ – лодки, издълбани от масивни дъбови стволове, а в тази местност е имало голяма дъбова гора.
Името Видубичи би могло да бъде дадено и от подземния манастир, съществувал преди Кръщението на Рус на територията на пещерите Зверинец, който след официалното приемане на християнството е „излязъл, измъкнал се“ (выдыбал) изпод земята и заел територията на езическото капище на брега на брода. Според някои съобщения, в тези пещери се е намирала библиотеката на Ярослав Мъдри.
Манастирът Видубицки е родовия манастир на Мономаховичите. През първите 120 години от съществуването си манастирът бързо се превръща в център на светския и политически живот на Киев и на княжеския двор. Тук князете организират преговори, събират армия и се молят преди походите. В манастира живет и работят много учени монаси. Сред тях са Силвестър и Мойсей, които допринасят значително за написването на „Начална руска летопис“. Недалеч от манастира се изгражда Червеният двор – резиденцията на съпругата на Ярослав Мъдри.
В края на величието на Киевското княжество манастирът оцелява след нашествията на войските на Батий и на Андрей Боголюбски, но изгаря няколко пъти. Историите за пещерите Зверинец, където живеели видубицките монаси до приемането на християнството, отдавна се смятат за исторически недостоверни, а самите пещери са открити случайно през 1888 г. Огледът на входа в земята и самите пещери разкрива около 30 изсъхнали трупа, които, съдейки по позите, са умрели от дехидратация и липса на въздух. Най-вероятно, по време на нападение над родовия манастир, монасите са избягали в пещерите, където планирали да изчакат нашествието, но били зазидани.
След 13 век манастирът губи предишното си величие, което си възвръща едва през 17 – 18 век, когато започва да се изгражда с парите на военноначалници и покровители на изкуствата. Проведен е опит манастира да стане униатски, но не особено успешен. През 1610 г. униатския киевски митрополит Ипатий Потий назначава за игумен Антоний Грекович, известен с нападките си срещу православните. Казаците и гражданите обаче го завързват след първата служба и хвърлят в студените пролетни води на Днепър (периода на борбата между униатите и православните).
Униатите обаче подреждат архива и въвеждат ред деловодството. Благодарение на това остават данни за бурния живот на манастира, който е притежавал ниви, езера, свинеферма, няколко градини, две села (Розни и Свиноиди) и дори тухлена фабрика. Имайки добри доходи, манастирът, както и много други, е притегателно място – послушниците идват в манастира не само за молитви, но и заради добрия живот. След секуларизацията на църковната собственост от Екатерина II (с указ през 1764 г.) животът в манастира на практика спира и той постепенно се превръща в пансион и некропол за видни личности.
От 1767 до 1774 г. игумен на манастира е отец Яков, който става и първият историк на манастира: той „съставил пълен опис на монашеското имущество, завел книги за приходи и разходи, създал подробни инструкции за управителите на монашески имения, събрал копия на изгубени документи в различни институции и библиотеки.“. .
Повечето сгради на манастира са реставрирани през 1981 – 1985 г., но и в днешно време се извършват частични реставрационни дейности, за сметка на самия манастир. До средата на 90-те години на територията на манастира се намира Институтът по археология на Академията на науките на Украйна.
През 1990 г. богослуженията са възобновени във Видубицкия манастир. През 1992 г. поддръжници на каноничната Украинска православна църква са изгонени от манастира, който е зает от Киевската патриаршия. Бившият клир, ръководен от регента Дмитрий Български, се премества в новооткрития Йонински манастир.

## Архитектура
Първите сгради на манастира са били дървени и не са оцелели. Само някои от църквите на манастира са оцелели в продължение векове. Една от тях е църквата на Архангел Михаил, построена при Всеволод. Това е триделна кръстокуполна църква. Днепър започва да отмива хълма, на който стои църквата, и за безопасността на сградата градските власти издигат подпорна стена, проектирана в края на 12 век от придворния архитект Петър Милонег. Въпреки това през 16 век половината от църквата „Свети Михаил“ (куполът и цялата олтарна част) все пак се срутва в Днепър заедно с подпорната стена. Църквата е реконструирана едва през 1769 г. – в украински бароков стил.
Края на 17 век манастирът се сдобива с няколко каменни сгради: благородникът и стародубски полковник Михаил Андреевич Миклашевски дарява средства за изграждането на централния храм на манастира – катедралата „Св. арх. Михаил“ (по-късно преименувана на „Св. Георги“) с пет купола в украински бароков стил (изградена 1696—1702 г.), както и средства за изграждането на манастирската трапезария с прилежащата към нея трапезарна църква „Св. Георги“ (по-късно преименувана на „Преображение Господне“, известна също като „Спасо-Преображенска църква“), изградени 1691—1701 г.
Над западния, южния и северния вход на църквата „Св. арх. Михаил“ (днес: „Св. Георги“) са били вградени в стената картуши и гербът на ктитора Миихаил А. Миклашевски, които обаче не са се запазили до днес. Орнаменталният вход на църквата „Преображение Господне“ с елементи от резба и щукатура (възобновен след пожара през пролетта на 1760 г., когато е пострадала трапезарията с храма) е увенчан с фигурален картуш с герба на Михиаил А. Миклашевски, който се е запазил до днес.
През 1706 г. Михаил А. Миклашевски е погребан в специална крипта под катедралния храм „Св. арх. Михаил“ (днес: „Св. Георги“) във Видубицкия манастир където се намират тленните му останки и до днес. През 2010 г. със съдействието на един от наследниците на Миклашевски криптата е възстановена, а останките са положени в нов ковчег).
Камбанарията, построена с финансиране от хетман Даниел Апостол, е издигната през 1727 – 1733 г. и надградена през 1827 – 1831 г.

## Галерия
- Видубицки манастир
- Трапезарията с прилежащата ѝ църква „Преображение Господне“ (Спасо-Преображенска трапезарна църква)
- Трапезарията с прилежащата ѝ църква „Преображение Господне“ (Спасо-Преображенска трапезарна църква), 2021. Над входната врата е изобразен герба на дарителя ѝ – Михаил Андреевич Миклашевски
- Гербът на дарителя на църквата „Преображение Господне“ – Михаил Андреевич Миклашевски – изобразен над входната врата на църквата.
- Камбанария
- Видубицки манастир
- Катедралата „Свети Михаил“
- Катедралата „Свети Георги“
- Катедралата „Свети Георги“

## Некропол
В манастира има некропол, където са погребани много учени, изкуства и общественици, главно от 19 век. Тук са погребани Николай Лелявски, Константин Ушински, Евгений Афанасиев, Владимир Бец и др. Според много от съвременниците на Тарас Шевченко точно това място, където той е искал да бъде погребан, е споменато в неговата поема „Завет“. Градските власти не позволяват обаче той да бъде погребан в пределите на Киев и в околностите му. Но доста подробни скици на манастира от 19 век, направени от ръката на поета, са оцелели.